# Arnold Scaasi
Arnold Scaasi, geboren als Arnold Isaacs (Montréal, 8 mei 1930 – New York, 3 augustus 2015) was een Canadees modeontwerper.

## Biografie
In 1955 maakte Scaasi zijn eerste ontwerp dat de cover van Vogue sierde. In 1964 opende hij een salon voor haute couture. Onder zijn klanten waren politieke figuren zoals Mamie Eisenhower, Lady Bird Johnson, Jacqueline Kennedy Onassis, Barbara Bush, Hillary Clinton en Laura Bush, alsook actrices zoals Joan Crawford, Barbra Streisand, Lauren Bacall, Elizabeth Taylor, Mary Tyler Moore en Catherine Deneuve.
Veel van zijn werk is gedoneerd aan het Museum of Fine Arts in Boston.
Scaasi was getrouwd met zijn vriend Parker Ladd en overleed aan een hartstilstand in 2015 op 85-jarige leeftijd.
- Bibliothèque nationale de France: cb166072666 (data)
- Gemeinsame Normdatei: 11948501X
- International Standard Name Identifier: 0000 0001 1619 2017
- Library of Congress Control Number: n96036474
- Nationale Bibliotheek van Israël: 987012330254005171
- Nederlandse Thesaurus van Auteursnamen: 152948252
- SNAC: w6nx35xb
- Système universitaire de documentation: 153481064
- Virtual International Authority File: 35267584
- WorldCat: E39PBJbRfkRwt88WcQX8r778md